# Fausto Mata
Fausttino Genaro Mata Ortiz (13 de octubre de 1971, La Zurza, Santo Domingo) apodado Boca de Piano, es un comediante y actor dominicano. Mata es conocido por su uso de gesticulaciones para hacer comedia, su capacidad de improvisación y sus ocurrencias. Se dio a conocer participando en varios programas de sketch y desde 2002 conduce su propio programa Boca de Piano es un Show.
También ha tenido un éxito cinematográfico en películas como Perico Ripiao (2003), Papá se volvió loco (2005), Sanky Panky (2007), todas de carácter humorístico.

## Primeros años
Fausto Mata nació en La Zurza, Santo Domingo el 13 de octubre de 1968. El mayor de dos hermanos, Fausto es hijo de Edita Altagracia Ortiz y Germán Antonio Mata, un vendedor de Yuca.
Proveniente de una familia de escasos recursos, Fausto estudió en el club Bohechio donde cursó la primaria. Luego pasó al Colegio Santo Cura de Ars (CESCAR) donde realizó los estudios secundarios. Más tarde decidió estudiar informática en la Universidad Nacional Pedro Henríquez Ureña pero luego, a tan solo seis materias para terminar, desertó inscribiéndose en Bellas Artes para perseguir su carrera artística.

## Carrera
Fausto Mata comenzó su carrera participando en obras teatrales cómicas en pequeños teatros de Santo Domingo. Durante una de sus actuaciones, el empresario dominicano Juan Ramon Gómez Diaz, presidente de Grupo De Medios Telemicro, le ofreció empleo en uno de sus canales de televisión.
Fausto hizo su debut televisivo en el programa de humor "La Opción de las 12" junto a comediantes como Raymond Pozo, Miguel Céspedes, entre otros. Pozo y Céspedes decidieron dejar el programa para independizarse mientras Fausto iba adquiriendo más popularidad y un rol más protagónico dentro del elenco. Esta popularidad le mereció la inclusión en otros proyectos del canal como "Titirimundaty", un programa humorístico similar y porsupuesto en el programa de humor animado creado por Elizabeth Carmona y Patricio Gamonal "Tremenda Opción del Sábado".
Mata no solo se queda en la televisión, lleva su talento artístico más de cerca al público, realizando espectáculos con humor musical dentro y fuera del país, con chistes en vivo, sincronía de labios, canciones y parodias producidas en los estudios de grabación del productor musical Henry Rafael Acevedo más conocido como "Henry Fuerza Delta", quien también escribió, cantó y realizó la música al opening del programa "Boca de Piano es un Show".
Desde 2002 conduce su programa "Boca de Piano es un Show", que se transmite por Telemicro canal cinco y V-me en Estados Unidos manteniendo un rating de audiencia favorable. Mata hace varios personajes junto a otros comediantes.

### Cine
Su debut cinematográfico fue en Perico Ripiao (2003), para luego seguir una ascendente carrera actoral en varias producciones cómicas como Negocios son negocios (2004), Los locos también piensan (2004), Papá se volvió loco (2005), su primer protagónico en Sanky Panky (2007), I Love Bachata (2011), Feo de día, lindo de noche (2012), Profe por accidente (2013), Sanky Panky 2 (2013) y Vamos de robo (2014).

## Filmografía

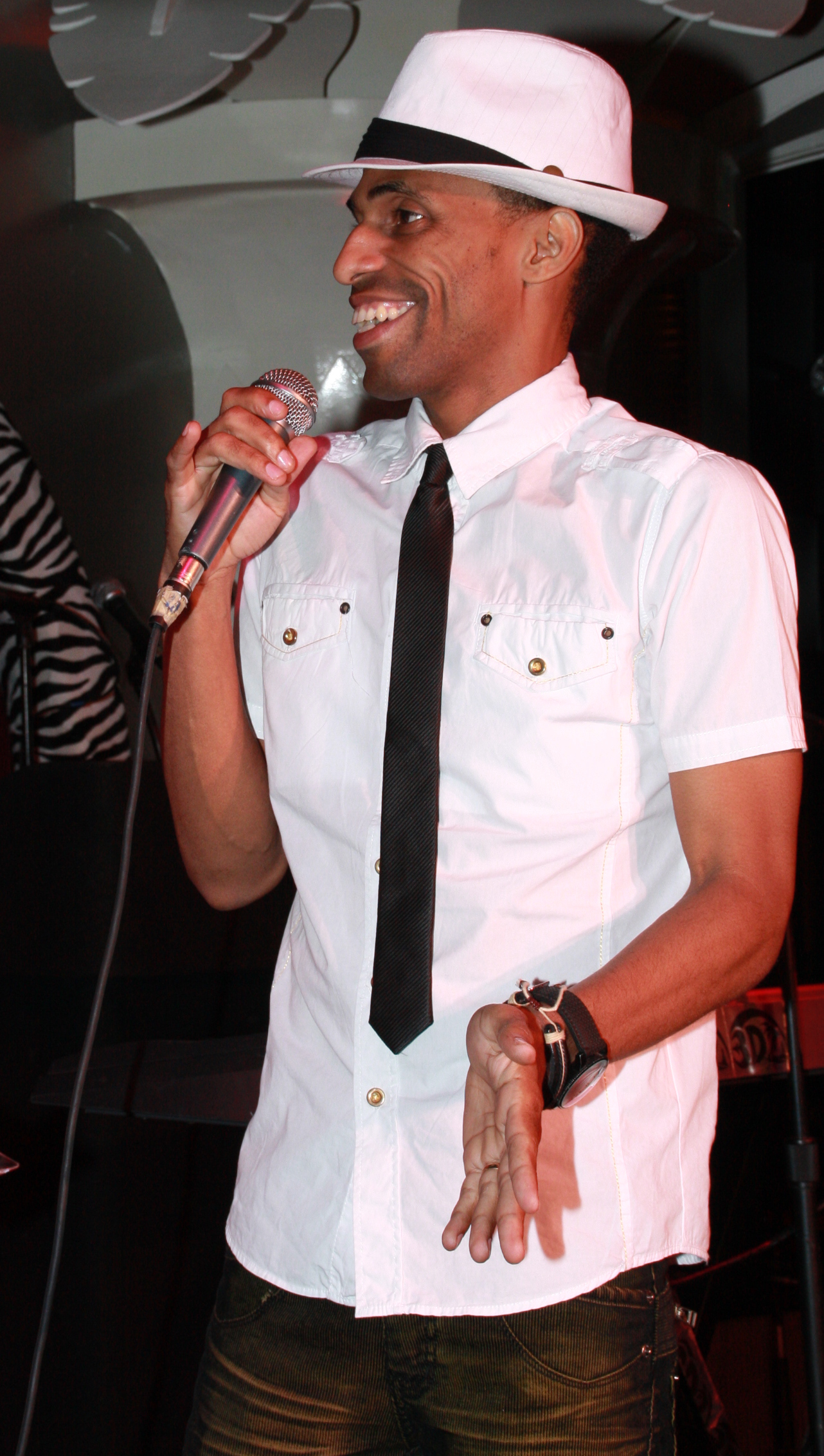
Fausto Mata en 2009

| Año  | Título                             | Personaje         |
| ---- | ---------------------------------- | ----------------- |
| 2003 | Perico Ripiao                      | El Jengibrero     |
| 2004 | Negocios son negocios              | Periodista        |
| 2005 | Los locos también piensan          | Ladrón #2         |
| 2005 | Papá se volvió loco                | El Camarero       |
| 2007 | Sanky Panky                        | Genaro            |
| 2008 | Santicló... La vaina de la navidad | Genaro (Cameo)    |
| 2009 | Megadiva                           | Luisito           |
| 2011 | I Love Bachata                     | Tommy             |
| 2012 | La Casa del Km 5                   | Locutor           |
| 2012 | Feo de día, lindo de noche         | Lorenzo           |
| 2013 | Profe por accidente                | Mon               |
| 2013 | Sanky Panky 2                      | Genaro            |
| 2014 | Vamos de Robo                      | Michael           |
| 2014 | Lotoman 003                        | Profesor B        |
| 2014 | Un Lío en Dólares                  | Eulogio           |
| 2015 | Detective Willy                    | Willy             |
| 2015 | Los Paracaidistas                  | Jimmy             |
| 2015 | Todo Incluido                      | Víctor            |
| 2015 | Los Domirriqueños                  | Samuel            |
| 2016 | Dos Policías en Apuros             | Juan              |
| 2016 | ¿Pa' Qué Me Casé?                  | Braulio           |
| 2017 | El Plan Perfecto                   | Rosendo           |
| 2017 | El peor comediante del mundo       | Vendedor de Carro |
| 2018 | A tu lado                          | Martín            |
| 2018 | Sanky Panky 3                      | Genaro            |
| 2018 | El fantasma de mi novia            | Juglar            |
| 2018 | Jugando a Bailar                   | Felito            |
| 2019 | Casi Fiel                          | Julián            |
| 2019 | Los Domirriqueños 2                | Samuel            |
| 2019 | La Maravilla                       | Papi              |
| 2019 | Súper Bomberos                     | Rogelio           |
| 2025 | Sanky Panky 4                      | Genaro            |

## Premios y reconocimientos
| Año  | Premios          | Categoría                 | Trabajo                  | Resultados |
| ---- | ---------------- | ------------------------- | ------------------------ | ---------- |
| 2005 | Premios Soberano | Comediante del Año        | Él mismo                 | Ganador    |
| 2012 | Premios Soberano | Comediante del Año        | Él mismo                 | Ganador    |
| 2013 | Premios Soberano | Comediante del Año        | Él mismo                 | Ganador    |
| 2013 | Premios Soberano | Programa de Humor del Año | Boca de piano es un Show | Ganador    |
| 2014 | Premios Soberano | Comediante del Año        | Él mismo                 | Ganador    |
| 2018 | Premios Soberano | Programa de Humor         | Boca de piano es un Show | Nominado   |
| 2020 | Premios Soberano | Comediante del año        | Él mismo                 | Ganador    |